# Territorialprälatur Paranatinga
Die Territorialprälatur Paranatinga (lat.: Territorialis Praelatura Paranatinguensis) war eine in Brasilien gelegene römisch-katholische Territorialprälatur mit Sitz in Paranatinga im Bundesstaat Mato Grosso. Im Zuge der Neuordnung der Kirchenprovinz Cuiabá ging sie am 25. Juni 2014 im neuerrichteten Bistum Primavera do Leste-Paranatinga auf.

## Geschichte
Die Territorialprälatur Paranatinga wurde am 23. Dezember 1997 durch Papst Johannes Paul II. mit der Apostolischen Konstitution Ecclesia sancta aus Gebietsabtretungen der Bistümer Barra do Garças, Rondonópolis und Sinop errichtet und dem Erzbistum Cuiabá als Suffraganbistum unterstellt.
Am 25. Juni 2014 errichtete Papst Franziskus das Bistum Primavera do Leste-Paranatinga, in das die Territorialprälatur eingegliedert wurde.

## Prälaten von Paranatinga
- Vital Chitolina SCI, 1997–2011, dann Bischof von Diamantino
- Sedisvakanz, 2011–2014